# Michael Seidlmayer
Michael Seidlmayer (* 4. April 1902 in Straubing; † 14. März 1961 in Würzburg) war ein deutscher Historiker. Er war von 1946 bis zu seinem Tod 1961 Inhaber des Lehrstuhls für mittelalterliche Geschichte an der Universität Würzburg.

## Leben und Wirken
Michael Seidlmayer entstammte einer altbayerischen katholischen Familie. Sein Vater war Landgerichtsdirektor. Seine Mutter verlor er im Alter von drei Jahren. Von 1908 bis 1913 besuchte er die Volksschule in Kempten und danach das Humanistische Gymnasium Augsburg. Im April 1921 legte er dort das Abitur ab. Er studierte zunächst für drei Semester Katholische Theologie an der Universität Innsbruck, dann Geschichte für zwei Semester an der Universität Freiburg und ab Wintersemester 1923/24 an der Universität München. Dort wurde er nach sieben Semestern im März 1926 bei Heinrich Günter mit der Dissertation Deutscher Nord und Süd im Hochmittelalter promoviert. Von 1926 bis 1934 war er Stipendiat der Görres-Gesellschaft. Von Oktober 1926 bis Juli 1927 betrieb er bei Heinrich Finke Archivforschungen zur Schisma- und Konzilspolitik. Jahrelang forschte er in Archiven in Barcelona und in Rom. Im Jahr 1933 erfolgte in München auch seine Habilitation mit der ungedruckt gebliebenen Arbeit das Papsttum in Avignon und der Kirchenstaat. Im Jahr 1935 heiratete er eine Studienassessorin. Die Ehe blieb kinderlos und wurde nach siebzehn Jahren geschieden. Seidlmayer trat 1934 in den NS-Lehrerbund ein, betätigte sich in der Nationalsozialistischen Volkswohlfahrt und trat 1938 dem Deutschen Roten Kreuz bei. Im Jahr 1940 wurde er von den Nationalsozialisten aus politischen Gründen entlassen. Er lehrte sechs Jahre als unbesoldeter Privatdozent. Als Katholik hatte er keine Aussicht auf einen Lehrstuhl. Er wird von Peter Herde zu den wenigen Professoren gezählt, die keine grundlegenden Zugeständnisse zum NS-Regie machten. Gleichwohl sind in seiner 1940 veröffentlichten Geschichte Italiens, die 1962 in einer überarbeiteten Fassung neuaufgelegt wurde, die Einflüsse des Nationalsozialismus deutlich erkennbar.
Ab 1946 übernahm er zunächst eine Lehrstuhlvertretung in Würzburg und wurde im selben Jahr ordentlicher Professor für Geschichte an der Universität Würzburg. Im Jahr 1952 hat Seidlmayer wegen der „durch lang andauernde außerordentliche Verhältnisse verursachten bedenklichen Schwächung (s)eines körperlichen Zustandes“ um Beurlaubung gebeten. Nach der Scheidung 1952 heiratete der Fünfzigjährige nur eine Woche später seine 28 Jahre alte akademische Schülerin Johanna Schabert. Aus der Ehe gingen zwei Söhne und zwei Töchter hervor, darunter der spätere Ägyptologe Stephan Seidlmayer. Die Scheidung erregte öffentliches Aufsehen. Seidlmayer war auf dem Konkordatslehrstuhl nicht mehr tragbar. Er wurde stattdessen auf eine neue ordentliche Professur berufen. Auf den konkordatsgebundenen Lehrstuhl wurde Karl Bosl berufen. Zwischen beiden Historikern kam es zu Spannungen. Am 14. Oktober 1960 wurde Bosl auf den Lehrstuhl für bayerische Landesgeschichte an die Universität München berufen. Seidlmayer war zu der Zeit an Krebs erkrankt und konnte noch vom Krankenbett aus und gegen Bosls Willen Otto Meyer als Nachfolger durchsetzen.
Aus seinen langjährigen Archivforschungen in Barcelona und Rom, durch die er von Heinrich Finke angeregt und gefördert wurde, entstanden sein Werk Die Anfänge des großen abendländischen Schismas (1940) und seine grundlegende Untersuchung Papst Bonifaz VIII. und der Kirchenstaat. In der Reihe Die große Weltgeschichte entstand 1940 sein umfangreiches Werk Geschichte des italienischen Volkes und Staates. Vom Zusammenbruch des Römischen Reiches bis zum Weltkrieg. Seidlmayer weigerte sich, das Kapitel über den Faschismus zu schreiben. Das Kapitel wurde stattdessen von Theodor Schieder verfasst. Im Jahr 1962 erschien eine Neuauflage. Das Werk begründete nicht nur seinen Ruf als Kenner der italienischen Geschichte vor allem des 14. und 15. Jahrhunderts, sondern ist auch weitgehend frei von nationalsozialistischer Vereinnahmung. Sein Forschungsschwerpunkt galt auch den geistesgeschichtlichen Problemen des späteren Mittelalters und des frühen Humanismus. Er veröffentlichte eine Reihe von Arbeiten über Dante, Francesco Petrarca, Nikolaus von Kues, Konrad Celtis und Ulrich von Hutten.
Seidlmayer war korrespondierendes Mitglied der Zentraldirektion der Monumenta Germaniae Historica.

## Schriften (Auswahl)
Ein vollständiges Schriftenverzeichnis erschien in: Michael Seidlmayer: Wege und Wandlungen des Humanismus. Studien zu seinen politischen, ethischen, religiösen Problemen. Vandenhoeck & Ruprecht, Göttingen 1965, ISBN 3-525-36132-7, S. 295–302.
- Geschichte Italiens. Vom Zusammenbruch des Römischen Reiches bis zum ersten Weltkrieg (= Kröners Taschenausgabe. Band 341). 2., erweiterte Auflage. Kröner, Stuttgart 1989, ISBN 3-520-34102-6.
- Wege und Wandlungen des Humanismus. Studien zu seinen politischen, ethischen, religiösen Problemen, Göttingen 1965, ISBN 3-525-36132-7.
- Die Anfänge des großen abendländischen Schismas. Studien zur Kirchenpolitik insbesondere der spanischen Staaten und zu den geistigen Kämpfen der Zeit (= Spanische Forschungen der Görresgesellschaft. Bd. 5). Aschendorff, Münster 1940.